# Barbara Bel Geddes
Barbara Bel Geddes (ur. 31 października 1922 w Nowym Jorku; zm. 8 sierpnia 2005 w Northeast Harbor) – amerykańska aktorka, nominowana do Oscara, artystka i autorka książek dla dzieci.

## Wybrana filmografia
- 1950: Panika na ulicach jako Nancy Reed
- 1951: Czternaście godzin jako Virginia Foster
- 1958: Zawrót głowy jako Marjorie "Midge" Wood
- 1958-1960: Alfred Hitchcock przedstawia (serial) jako Lucia Clay/Mary Maloney/Helen Brewster/Sybilla Meade
- 1965: Doktor Kildare (serial) jako doktor Ruth Halliman
- 1978-1980: Dallas (serial) jako Ellie Ewing